# Margie (film, 1940)
Pour film de 1946, voir Margie.
Pour plus de détails, voir Fiche technique et Distribution.
Margie est un film américain en noir et blanc réalisé par Otis Garrett et Paul Gerard Smith, sorti en 1940.

## Synopsis
Les jeunes mariés Bret et Margie aspirent tous deux à une carrière dans le show-biz : il veut être auteur-compositeur, elle souhaite devenir scénariste pour la radio. Inévitablement, Bret et Margie se disputent et se séparent... 

## Fiche technique
- Titre original : Margie
- Réalisation : Otis Garrett et Paul Gerard Smith
- Scénario : Erna Lazarus, Scott Darling, Paul Gerard Smith
- Direction artistique : Jack Otterson
- Costumes : Vera West
- Photographie : Stanley Cortez
- Montage : Ted J. Kent
- Production : Joseph Gershenson
- Société de production et de distribution : Universal Pictures
- Pays d’origine :  États-Unis
- Langue : anglais
- Format : noir et blanc - 35 mm - 1,37:1 - son : Mono (Western Electric Mirrophonic Recording)
- Genre : Comédie dramatique
- Durée : 59 min
- Dates de sortie : 
  - États-Unis : 6 décembre 1940 (première à New-York)
  - Portugal : 6 mars 1943